# Welch (Texas)
Welch es un lugar designado por el censo ubicado en el condado de Dawson en el estado estadounidense de Texas. En el Censo de 2010 tenía una población de 222 habitantes y una densidad poblacional de 58,67 personas por km².

## Geografía
Welch se encuentra ubicado en las coordenadas 32°56′1″N 102°7′24″O / 32.93361, -102.12333. Según la Oficina del Censo de los Estados Unidos, Welch tiene una superficie total de 3.78 km², de la cual 3.78 km² corresponden a tierra firme y (0.07%) 0 km² es agua.

## Demografía
Según el censo de 2010, había 222 personas residiendo en Welch. La densidad de población era de 58,67 hab./km². De los 222 habitantes, Welch estaba compuesto por el 79.28% blancos, el 2.7% eran afroamericanos, el 0% eran amerindios, el 0% eran asiáticos, el 0% eran isleños del Pacífico, el 17.12% eran de otras razas y el 0.9% pertenecían a dos o más razas. Del total de la población el 51.8% eran hispanos o latinos de cualquier raza.